# میکائیل تاجر
میکائیل تاجر زاده ۱۳۶۳ در شهرستان گنبد کاووس والیبالیست ایرانی است.

## باشگاهی
سابقه حضور در تیم‌های نئوپان گنبد، استقلال گنبد، سایپا، دانشگاه آزاد، بانک کشاورزی، پیشگامان کویر یزد، متین ورامین، شهرداری ارومیه و شهرداری تبریز را در کارنامه خود دارد. تاجر که در شهرداری تبریز بازی های درخشانی را از خود به نمایش گذاشت در سال ۲۰۱۶ به تیم هاوش گنبد پیوست.

## ملی
تاجر در ۱۳۸۶ توسط زوران گائیچ به تیم ملی والیبال مردان ایران دعوت شد و همچنین در اسفند ماه سال ۱۳۹۳ توسط اسلوبودان کواچ به تیم ملی والیبال مردان ایران دعوت شد ولی در لیست نهایی تیم ملی قرارا نگرفت.

## افتخارات
- نایب قهرمانی همراه با سایپا و متین در لیگ برتر
- نایب قهرمانی باشگاه‌های آسیا همراه با سایپا
- چهار دوره قهرمانی دانشجویان جهان
- سومی در لیگ برتر همراه با شهرداری تبریز